# Leni Riefenstahlová

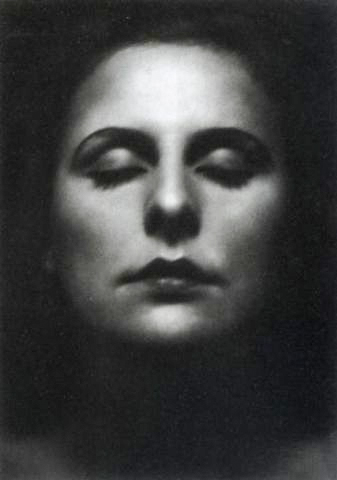
Alexander Binder: Leni Riefenstahlová, portrét

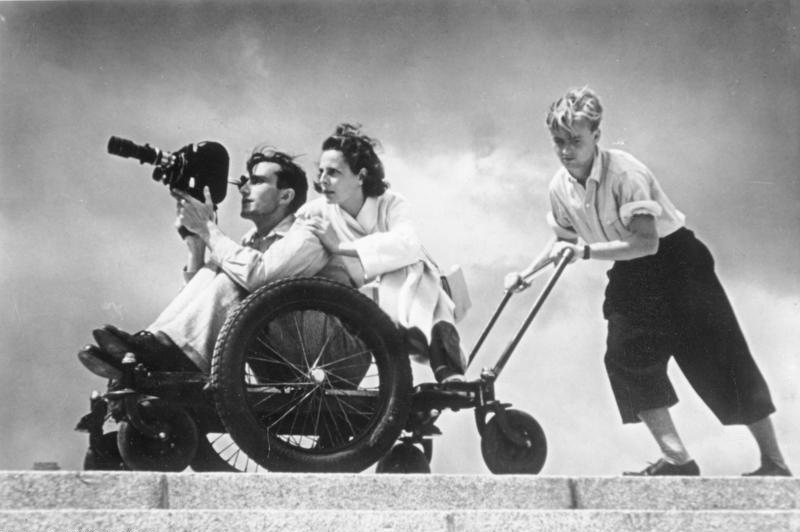
Leni Riefenstahlová, srpen 1936

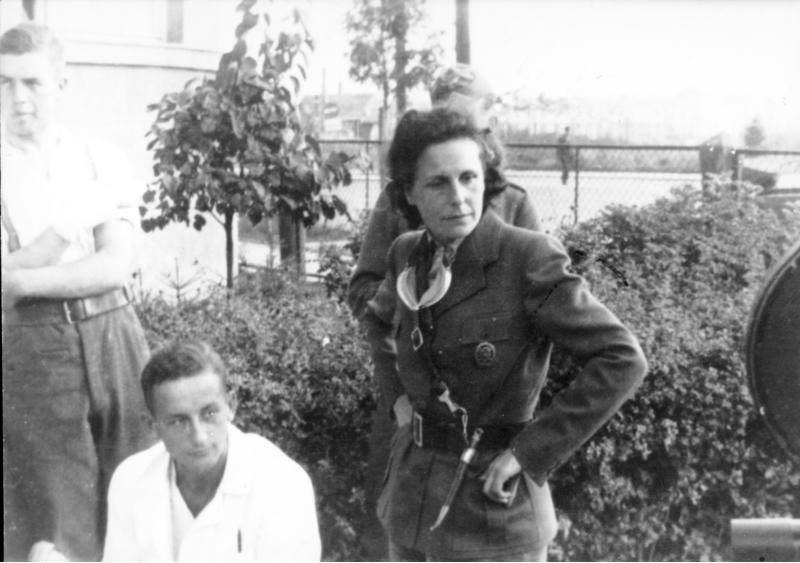
1939

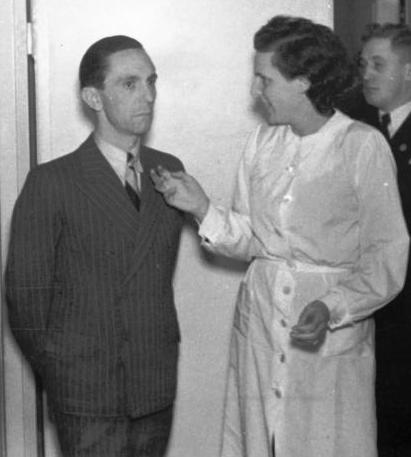
Joseph Goebbels a Leni Riefenstahlová

Berta Helene Amalie Riefenstahlová (nepřechýleně Riefenstahl; 22. srpna 1902, Berlín – 8. září 2003, Pöcking) byla německá filmová režisérka, tanečnice, herečka a fotografka. Byla známá pokrokovým a novátorským přístupem k natáčení filmů. Osoba a tvorba Riefenstahlové často vzbuzují kontroverzní reakce, protože se prostřednictvím svých filmů podílela na propagaci nacistického Německa.

## Život

### Dětství a dospívání
Byla první dítě úspěšného obchodníka Alfreda Riefenstahla a Berthy Scherlachové. Od roku 1918 do 1925 se věnovala tanci, který jí otec zakazoval. Na taneční hodiny začala chodit tajně jako šestnáctiletá. V té době se už věnovala gymnastice, byla plaveckou a atletickou šampiónkou. Poté, co se stala nejlepší studentkou taneční školy a po veřejných vystoupeních, se kterými otec nesouhlasil, byla poslána do internátní školy. Na nové škole pokračovala tajně v tanci, začala psát povídky, sportovní články a filmové scénáře.
Když v jednadvaceti letech ukončila studium, mohla se věnovat profesionálnímu tanci. Podepsala smlouvu se slavným avantgardním divadelním režisérem Maxem Reinhardtem a absolvovala evropské turné jako sólistka. Svoje první sólové vystoupení měla 23. října 1923 v Mnichově. Jako tanečnice si choreografii sama připravovala, vybírala hudbu. Tancovala bez rekvizit, bosá, důraz kladla na subjektivní vyjádření pocitu z hudby. Často se choreograficky inspirovala egyptskými a starořeckými motivy. Její taneční kariéru ukončil úraz, když si v Praze na hostování vážně poranila koleno.

### 20. léta
V roce 1924 žila v Berlíně se snoubencem Otto Froitzheimem, v té době známým tenistou. Zlomovým bodem v jejím životě bylo setkání s tvorbou filmového průkopníka Arnolda Fancka. Náhodou viděla jeho film Hora osudu („Der Berg des Schicksal“) z roku 1919, který ji svým zobrazením hor natolik nadchl, že se chtěla stát filmovou režisérkou a herečkou. V Berlíně se setkala s Fanckem a přesvědčila ho, že bude hrát v jeho filmech. Leni se rozešla se snoubencem a začala po zotavení z úrazu natáčet v Dolomitech film Der heilige Berg (Svatá hora). Během natáčení se začínala zajímat o filmovou práci a kameru. Film Svatá hora měl premiéru 12. prosince 1926 v berlínském paláci UFA v kině ZOO. V letech 1926 až 1933 natočila pět horských filmů. Jeden z filmů se jmenoval Bílé peklo a Leni Riefenstahlová se osobně zúčastnila premiéry v Moravské Ostravě. Fanckovy estetické horské filmy (natočené v riskantních a odlehlých exteriérech) ovlivnily Leni Riefenstahlovou v jejím dalším filmovém a fotografickém směřování (romantický, nevinný a přírodní obraz světa).
Její první režijní prací byl film Modré světlo, který natočila v roce 1932 (scénář: Béla Balázs, kameraman: Hans Schneeberger). Už při prvním filmu byla kromě režisérky také střihačkou, producentkou a hlavní představitelkou, protože potřebovala mít vše pod kontrolou. Premiéra se konala v Berlíně 24. března 1932. Na Mezinárodním filmovém festivalu v Benátkách byl oceněn stříbrnou medailí a byl přijat s nadšením. Měl i mezinárodní úspěch.

### Seznámení s Hitlerem
V únoru 1932 se L. Riefenstahlová zúčastnila jako divák politického shromáždění v berlínském Sportovním paláci, kde měl projev A. Hitler. Vystoupení a Hitlerova osobnost na ni působila fascinujícím dojmem. Chtěla Hitlera poznat osobně. V květnu 1932 napsala Hitlerovi krátký dopis, v němž vyslovila přání setkat se s ním. Po několika dnech ji kontaktoval vůdcův pobočník Brückner a navrhl na následující den schůzku. K osobnímu setkání s Hitlerem, který herečku a režisérku znal z jejích filmů a obdivoval, došlo na mořském pobřeží u Wilhelmshavenu. Sympatie byly oboustranné a mladá filmařka byla srozuměna s přáním vůdce: „Až se jednou dostaneme k moci, budete muset dělat moje filmy.“

### Nacismus
V roce 1933 byla Leni Riefenstahlová pozvána do Berlína, kde se setkala s Hitlerem a ministrem propagandy Goebbelsem. Ti ji požádali, aby zdokumentovala sjezdy NSDAP a aby dohlížela na filmovou tvorbu v Německu. Leni Riefenstahlová nejdřív odmítla s odůvodněním, že není zorientovaná v revolučních změnách a současné politice a dokumentární film ještě netočila. Nakonec režisérku přesvědčili tvrdíce, že politika a umění (a oni chtěli umělecké dílo) se nemají míchat a navíc, že může zaměstnat vlastní štáb.
V srpnu 1933 začala Riefenstahlová natáčet první film z norimberské trilogie nazvaný Vítězství víry (během války se ztratil a posléze byl zrekonstruován). Režisérka s ním nebyla spokojena, podle ní byl esteticky nedokonalý v porovnání s pozdějšími filmy trilogie. Druhý díl trilogie Triumf vůle z roku 1934, který dokumentoval 6. sjezd NSDAP, ukázal, že Riefenstahlová je všestranná kreativní režisérka. Masové scény, projevy a noční shromáždění použila ve filmu esteticky a tím vytvořila nový druh filmového umění. Nikdo před ní tímto způsobem nenatočil dokumentární film. Triumf vůle měl premiéru 28. března 1935 v paláci UFA v Berlíně za osobní účasti Hitlera a byl odměněn dlouhotrvajícím aplausem. Za tento film dostala režisérka „Národní cenu“ a ministr propagandy Joseph Goebbels ji chválil: „Je to největší film o Führerovi, jaký byl kdy natočen.“ Na Mezinárodním filmovém festivalu v Benátkách v roce 1935 získal film cenu pro nejlepší zahraniční dokumentární film a na světové výstavě v Paříži v roce 1937 dostal zlatou medaili.
Po válce byl film odsouzen jako propagandistický, zaměřující se na nacionalistické emoce a oslavující Hitlera a jeho teorii árijské krásy. Poslední ze sjezdových filmů natočila Riefenstahlová v roce 1935. Film se jmenoval Den svobody – naše armáda a byl natočen bez komentáře. Použila v něm dvojité expozice, rozostření a evokativní hudbu.

### Olympia
V roce 1936 pověřil Riefenstahlovou generální sekretář Mezinárodního olympijského výboru Dr. Carl Diem, aby zdokumentovala XI. olympijské hry v Berlíně. Riefenstahlová založila společnost, ve které byla společně s bratrem Heinzem společnicí. Peníze na tento film získala jejich produkční firma i z ministerstva propagandy.
Olympia byla realizována osmnáct měsíců. Při výrobě bylo sestřiháno čtyři sta tisíc metrů filmu. V dějinách kinematografie znamená výrazný předěl svým zpracováním. Hlavním kameramanem byl Hans Ertl.
Ve filmu byla použita efektní světelná kombinace, trikové záběry a kamery na vozíku, pohybujícím se na kolejnicích. Speciálně pro Olympii vymyslela Riefenstahlová výtah, na kterém se pohybovala kamera po vysokém vlajkovém stožáru. Záběry nasnímané tímto dynamickým způsobem znázorňovaly zástupy SS, které se zdály nekonečné. Riefenstahlová použila v Olympii efektní kombinace umělého a denního světla.
Přímo na stadionu dala vykopat šest šachet, ve kterých byly umístěny kamery snímající sportovce proti nebi, aby vynikla jejich hrdinská a atletická těla. Unikátních záběrů dosáhla tím, že skokanům a maratóncům upevnila při tréninku na těla kamery. Poprvé byla použita kamera pod vodou, aby byl zdokumentován skok do vody po částech.
Roku 1956 byla Olympia zařazená mezi deset nejlepších filmů světa. Není bez zajímavosti, že záběry z filmu Olympia použila roku 1998 německá metalová kapela Rammstein ke klipu coververze písně Stripped.
Norimberská trilogie a Olympie ukončily úspěšnou režisérskou kariéru Riefenstahlové. Po roce 1938 neměla žádnou smlouvu se sponzorem ani filmovým studiem.
21. března 1944 se Riefenstahlová vdala v Kitzbühelu za nadporučíka Petra Jacoba, ale za dva roky se rozešli.

### Denacifikace
V dubnu 1945 byla Riefenstahlová spojenci zadržena a uvězněna. Společně s jinými vysoce postavenými nacionálními socialisty byla poslána k výslechu do sběrného tábora. 3. června 1945 ji Američané oficiálně denacifikovali a byla propuštěna bez trestu. Během války žila v Kitzbühelu a po denacifikaci Američany se tam vrátila.
V roce 1940 začala ještě s natáčením filmu Tiefland (Nížina), který později plánovala dokončit v Kitzbühelu v Tyrolsku, které však patřilo do francouzské zóny, a i když ji na to Američané upozorňovali, Riefenstahlová byla přesvědčena, že denacifikace Američany je dostačující a že ji budou uznávat i ostatní spojenci.
Jenže protože denacifikace ve francouzské zóně nebyla platná, byla přemístěna do francouzské zóny Německa. Žila s manželem v domácím vězení ve Schwarzwaldu a čtyři měsíce strávila v ústavu pro choromyslné ve Freiburgu. V červenci 1949 byla nakonec denacifikována i francouzským tribunálem.
Riefenstahlová později tvrdila, že během výslechů byla otřesena, když viděla fotografie z koncentračních táborů, podle dochované zprávy z amerických archívů se však v té době nejvíc obávala o svůj film Nížina. V tomto filmu použila jako komparzisty Romy, kteří byli v koncentračních táborech. Dlouho se jí tuto skutečnost dařilo popírat, ale usvědčila ji žádost, ve které bylo uvedeno, že jmenovaní lidé budou za účelem přemístění na její „plac“ rychle převezeni.
Na denacifikačním soudu během procesu s Riefenstahlovou 16. prosince 1949 zaznělo: Ve formálním ohledu je jisté, že paní Leni Riefenstahlová nebyla členkou NSDAP ani jiné její odnože, tedy nevzniká žádné podezření z viny podle direktivy 38. Je třeba však přezkoumat, jestli paní Riefenstahlová jiným způsobem než spoluprací se stranou nebo jejími odnožemi nepodporovala nacistickou vládu násilí, nebo jestli z toho vyšla jen jako jeho uživatelka.
Z majetku, který jí byl tehdy zabaven, dostala po letech jen část.
V roce 1954 se pokusila obnovit svou filmovou kariéru filmem Tiefland.

### Afrika

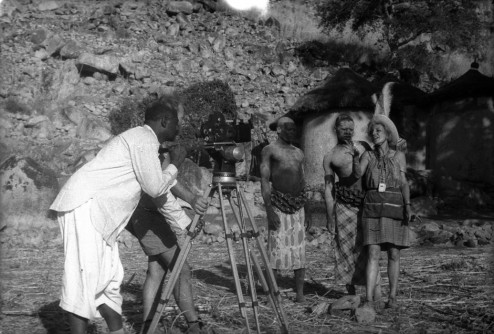
Súdánský fotograf Gadalla Gubara s Leni Riefenstahlovou v pohoří Nuba, Súdán, před rokem 1973

Jako šedesátiletá odjela Riefenstahlová do Afriky, kde v odlehlé núbijské oblasti mapovala životní styl domorodců. Žila mezi nimi několik let, během kterých se naučila jejich jazyk. Zachytila je při zápasech se zvířaty, s dětmi, při tancích i při pohřebních rituálech. V roce 1975 se fotografie Núbů z Kau objevily ve velkých mezinárodních časopisech. Od Art Directors Club Deutschland dostala zlatou medaili za nejlepší fotografický výkon roku 1975. Nálepky nacistické fotografky se však nezbavila.
Její odpůrci z řad intelektuálů, mezi jinými i Susan Sontagová, poukazovali na to, že se soustředila na bezchybná mladá lidská těla a starce nefotila. Zdůrazňovali, že i v Nubii upřednostňovala fašistický ideál krásy. I přes kritiku jsou její fotografie z tohoto období unikátním uměleckým dílem zachycujícím jedinečné okamžiky.

### V oceánu
V sedmdesáti letech se začala věnovat potápění. S expedicí se dostala k Rudému moři, Karibiku a k Indického oceánu. První podmořské fotografie publikovala roku 1975, zároveň začala natáčet dokumentární film o korálových zahradách, který se stal uměleckým dílem a vědeckým dokumentem.
Mnohé fotografie z podmořského světa udělala Riefenstahlová po osmdesátce, kdy měla za sebou víc než tisíc ponorů.
Riefenstahlová o svých potápěčských začátcích řekla: „Moje touha potápět se s kyslíkovou bombou byla tak silná, že jsem použila trik. Zapsala jsem se jako Helene Jacobová a zfalšovala jsem svoje datum narození. Místo roku 1902 jsem uvedla 1922. Instruktor jakoby moje omlazení nebral v úvahu, podíval se na mě skepticky a jistě si myslel: Ta to nikdy nedokáže.“
Celý život však roli Hitlerovy propagátorky popírala. Vymlouvala se na svou naivitu, v lepším případě politickou slepotu a oslnění. Ani poválečné procesy ji neodsoudily a přiznaly jí statut „osoby nacismem nedotčené“. Nepokorná obhajoba vlastní minulosti jí však v důsledku neprospěla. Místo toho se znovu jako umělkyně prosadila až v šedesátých letech, kdy začala fotografovat africké domorodce. Zatímco ve světě byla její filmová díla dávno uznána (časopis Time ji v osmdesátých letech zařadil mezi stovku nejvýznamnějších filmových tvůrců), v Německu se o jejích uměleckých kvalitách začalo veřejně mluvit až v devadesátých letech 20. století.
Leni Riefenstahlová zemřela ve spánku 8. září 2003 ve svém domě v Pöckingu v Německu ve věku 101 let. Je pohřbena v Mnichově.

## Filmografie
Herečka
- 1926 – Der heilige Berg (Svatá hora), režie Arnold Fanck
- 1927 – Der große Sprung, režie Arnold Fanck
- 1928 – Das Schicksal derer von Habsburg, režie Rudolf Raffé
- 1929 – Bílé peklo (Der Weiße Hölle vom Piz Palü), režie Arnold Fanck a G. W. Pabst
- 1930 – Bouře nad Mont Blankem (Stürme über dem Mont Blanc), režie Arnold Fanck
- 1931 – Der weiße Rausch – Neue Wunder des Schneeschuhs, režie Arnold Fanck
- 1932 – Modré světlo (Das Blaue Licht), režie L. Riefenstahlová
- 1933 – SOS ledovec (S.O.S. Eisberg), režie Arnold Fanck
- 1954 – Tiefland (Nížina), režie L. Riefenstahlová
- 1993 – Die Macht der Bilder – Režie Ray Mueller
- 2003 – Leni Riefenstahl – Ein Traum von Afrika – Režie Ray Mueller

Režisérka
- 1932 – Modré světlo (Das Blaue Licht)
- 1933 – Vítězství víry (Der Sieg des Glaubens)
- 1934 – Triumf vůle (Triumph des Willens)
- 1935 – Tag der Freiheit – Unsere Wehrmacht (Den svobody – naše armáda)
- 1938 – Olympia, film složený ze dvou částí: 1. část Přehlídka národů (Fest der Völker), 2. část Oslava krásy (Fest des Schönheiten)
- 1954 – Tiefland (Nížina)
- 2002 – Impressionen unter Wasser

## Fotografická tvorba
- The Last of the Nuba. Harper, New York, 1974
- The People of Kau. Harper, New York, 1976
- Leni Riefenstahlová, Olympia Through the Lens, výstava představující 25 původních vintage tisků z letních olympijských her v Berlíně roku 1936, která zkoumá vizuální odkaz německé fotografky a režisérky v historickém a etickém kontextu doby, Keith de Lellis Gallery, New York, od 19. června do 31. července 2025[6][7]

### Knihy
- Leni Riefenstahlová, V mé paměti, Prostor 2005, ISBN 80-7260-078-8, překlad Blanka Křiklánová a Milan Navrátil